# NCT (음악 그룹)
NCT (엔시티)는 SM 엔터테인먼트 소속으로 대한민국의 25인조 보이 그룹이다.
NCT라는 이름은 'Neo Culture Technology'(네오 컬쳐 테크놀로지: 새로운 문화 기술)'의 약자로, 그룹의 핵심 키워드를 '개방성'과 '확장성'으로 소개한 SM 엔터테인먼트 대표 프로듀서 이수만은 그룹이 전세계 주요 도시를 기반으로 한 여러 서브 유닛으로 나뉜다. 즉, 로테이션 그룹이라고 할 수 있다는 것이다.
2016년 4월 9일 더블 디지털 싱글 "일곱 번째 감각 (The 7th Sense)"과 "WITHOUT YOU"로 첫 번째 유닛 NCT U가 데뷔하였다. 이어 2016년 7월 7일 서울 기반의 유닛 NCT 127가 미니 앨범 "NCT #127"로 데뷔하였으며, 10대 유닛인 NCT DREAM이 2016년 8월 25일 디지털 싱글 "Chewing Gum"으로 데뷔하였다. 이어 2019년 1월 17일 싱글 앨범 The Vision으로 중국을 거점으로 활동하는 6인조 유닛 WayV의 첫 해외 현지화 유닛을 선보였다. 2023년 하반기 일본을 거점으로 활동하는 6인조 유닛 NCT WISH의 두 번째 해외 현지화 유닛을 끝으로 팀 확장을 마무리한다.
현재 멤버 태용, 재현은 병역을 이행 중에 있다.

## 활동

### 프리 데뷔
NCT 멤버의 대부분은 SM 엔터테인먼트의 연습생 프리데뷔 그룹인 SM 루키즈 출신이다.
2016년 1월 27일, SM 엔터테인먼트 설립자 이수만은 SM 코엑스 아s티움에서 "SMTOWN: New Culture Technology 2016"이라는 제목의 발표회를 열고, 회사의 "문화 컨텐츠" 전략에 맞춰 전세계 여러 국가에 기반을 둔 여러 팀을 데뷔시키는 새로운 보이 그룹 NCT(Neo Culture Technology)에 대한 계획을 발표하였다.

### 2018년
2018년 1월 31일 NCT Year book EP.1가 공개되었다. 이어북에서 NCT DREAM 재민과 SM Rookies 정우, 루카스, 쿤이 공개되었다.
2018년 2월 2일 NCT Year book EP.2가 공개되었다. 위와 같이 다른 스타일로 NCT DREAM 재민과 SM Rookies 정우, 루카스, 쿤이 공개되었다.
2018년 2월 6일 NCT 2018 완전체 18명으로 3월 컴백을 확정 지었다.
2018년 3월 14일 NCT 2018 EMPATHY로 완전체 컴백을 하였다. 그 중 NCT 127 TOUCH 뮤직비디오를 공개하였다.
2018년 4월 19일 NCT 2018 완전체 Black on Black 뮤직비디오를 공개하였다.
2018년 4월 20일 뮤직뱅크를 시작으로 완전체 무대를 하였다.
2018년 4월 26일 엠카운트다운을 끝으로 완전체 앨범 NCT 2018 EMPATHY 활동을 마무리 하였다.

### 2020년
NCT 2020으로 완전체 23명으로 정규 앨범 《NCT 2020 : RESONANCE Pt. 1》으로 10월 12일 컴백하였다. 그 후 11월 23일 《NCT 2020 : RESONANCE Pt. 2》으로 컴백하였다. 이 후 12월 4일 완전체 모두가 참여한 곡인 《RESONANCE》가 공개되었다.

### 2021년
2021년 12월 14일 세 번째 정규 앨범 《Universe》으로 컴백한다. 중국 스케줄로 인해 멤버 윈윈과 사생활 문제로 인해 멤버 루카스를 제외한 21명을 멤버가 참여한다. 하지만 멤버 텐은 중국 스케줄로 인해 음원에는 참여하였지만 활동에는 불참한다.
2021년 12월 10일 타이틀곡 《Universe》 음원이 선공개 되었다.
12월 14일, NCT 멤버은 유튜브 라이브 방송으로 팬들과의 소통에 나섰다. 이때 NCT의 일부 멤버들이 제주 지진 발생을 알리는 재난 문자메시지가 울리자 새 앨범 수록곡 '어스퀘이크'(earthquake, 지진)를 흥얼거려 논란이 되었다. 누군가의 휴대폰으로 긴급 재난 문자 메시지가 도착하자, 멤버 도영이 새 앨범 수록곡 '어스퀘이크'를 외쳤고, 마크가 해당 노래를 흥얼거렸으며, 쟈니는 짧게 춤을 추기도 했다. 해당 멤버들은 경솔한 행동이었다며 사과했다.

### 2023년
5월 10일, 멤버 루카스가 탈퇴하였다.
5월 24일, 멤버 쇼타로, 성찬의 팀 탈퇴와 함께 2023년 신인 보이그룹 RIIZE에 합류하여 재데뷔한다고 밝혔다.
7월 5일, NCT의 일본 현지화 유닛인 NCT NEW TEAM의 데뷔 인원 선발 및 팀 결성 과정까지 이어지는 프리 데뷔 리얼리티 예고 영상이 공개되었으며 연습생 10명 중 4명이 선발될 예정으로, 최종적으로는 SM루키즈의 시온, 유우시를 포함한 6명이 NCT의 새로운 팀으로 데뷔하게 된다. 10월 2일 6명 데뷔 멤버가 확정되었다.
8월 15일, 멤버 태일이 스케줄 후 오토바이로 귀가 중 교통사고를 당하여 허벅지 골절로 수술을 하게되어 오는 26일 콘서트에 불참한다고 밝혔다.
8월 23일, 완전체 곡 《Golden Age》를 선공개하였다.
8월 26일, 인천 문학경기장 주경기장, 9월 9∼10일, 일본 오사카 얀마 스타디움 나가이, 9월 16∼17일, 도쿄 아지노모토 스타디움에서 "NCT 네이션 : 투 더 월드'(NCT NATION : To The World)" 단독 콘서트를 개최한다.
8월 28일, 네 번째 정규 앨범 《Golden Age》를 발매하였다. 더블 타이틀곡 중 《Baggy Jeans》에 참여한 멤버 태용, 마크, 도영, 재현, 텐 5명에서 8월 31일부터 9월 3일까지 음악 방송을 한다. 이 멤버들은 데뷔곡인 《일곱 번째 감각》 이어 약 7년만에 함께하는 조합이다.

### 2024년
2월 21일, 일본 현지 그룹 NCT NEW TEAM이 NCT WISH라는 팀명으로 국내, 일본에서 정식 데뷔하였다.
4월 15일, 멤버 태용이 멤버 중 처음으로 군입대를 하였다.
8월 28일, 멤버 태일이 성범죄 피소로 탈퇴하였다.
11월 4일, 멤버 재현이 멤버 중 2번째로 군입대를 하였다.

## 구성원
| 이름             | 유닛                       | 소개 |
| ---------------- | -------------------------- | --- |
| 쟈니 (JOHNNY)    | NCT 127                    | - 본명 : John Suh, 서영호 - 생년월일 : 1995년 2월 9일(30세) - 국적 : 미국                                                            |
| 태용 (TAEYONG)   | NCT 127, SuperM            | - 본명 : 이태용 - 생년월일 : 1995년 7월 1일(29세) - 국적 : 대한민국                                                                  |
| 유타 (YUTA)      | NCT 127                    | - 본명 : 나카모토 유타 - 생년월일 : 1995년 10월 26일(29세) - 국적 : 일본                                                             |
| 쿤 (KUN)         | WayV                       | - 본명 : 첸쿤, 전곤 - 생년월일 : 1996년 1월 1일(29세) - 국적 : 중국                                                                  |
| 도영 (DOYOUNG)   | NCT 127, NCT 도재정        | - 본명 : 김동영 - 생년월일 : 1996년 2월 1일(29세) - 국적 : 대한민국                                                                  |
| 텐 (TEN)         | WayV, SuperM               | - 본명 : 치따폰 리차이야폰꾼 - 생년월일 : 1996년 2월 27일(29세) - 국적 : 태국                                                        |
| 재현 (JAEHYUN)   | NCT 127, NCT 도재정        | - 본명 : 정윤오 - 생년월일 : 1997년 2월 14일(28세) - 국적 : 대한민국                                                                 |
| 윈윈 (WINWIN)    | NCT 127, WayV              | - 본명 : 동쓰청, 동사성 - 생년월일 : 1997년 10월 28일(27세) - 국적 : 중국                                                            |
| 정우 (JUNGWOO)   | NCT 127, NCT 도재정        | - 본명 : 김정우 - 생년월일 : 1998년 2월 19일(27세) - 국적 : 대한민국                                                                 |
| 마크 (MARK)      | NCT 127, NCT DREAM, SuperM | - 본명 : Mark Lee, 이민형 (李敏炯) - 생년월일 : 1999년 8월 2일(25세) - 국적 : 캐나다                                                 |
| 샤오쥔 (XIAOJUN) | WayV                       | - 본명 : 샤오더쥔, 소덕준 - 생년월일 : 1999년 8월 8일(25세) - 국적 : 중국                                                            |
| 헨드리 (HENDERY) | WayV                       | - 본명 : 웡군항, 황관형 - 생년월일 : 1999년 9월 28일(25세) - 국적 : 포르투칼, 중국(마카오), 미국                                     |
| 런쥔 (RENJUN)    | NCT DREAM                  | - 본명 : 황런쥔, 황인준 - 생년월일 : 2000년 3월 23일(25세) - 국적 : 중국                                                             |
| 제노 (JENO)      | NCT DREAM                  | - 본명 : 이제노 - 생년월일 : 2000년 4월 23일(25세) - 국적 : 대한민국                                                                 |
| 해찬 (HAECHAN)   | NCT 127, NCT DREAM         | - 본명 : 이동혁 - 생년월일 : 2000년 6월 6일(25세) - 국적 : 대한민국                                                                  |
| 재민 (JAEMIN)    | NCT DREAM                  | - 본명 : 나재민 - 생년월일 : 2000년 8월 13일(24세) - 국적 : 대한민국                                                                 |
| 양양 (YANGYANG)  | WayV                       | - 본명 : 류양양, 유양양 - 생년월일 : 2000년 10월 10일(24세) - 국적 : 대만                                                            |
| 천러 (CHENLE)    | NCT DREAM                  | - 본명 : 종천러, 종진락 - 생년월일 : 2001년 11월 22일(23세) - 국적 : 중국                                                            |
| 지성 (JISUNG)    | NCT DREAM                  | - 본명 : 박지성 - 생년월일 : 2002년 2월 5일(23세) - 국적 : 대한민국                                                                  |
| 시온 (SION)      | NCT WISH                   | - 본명 : 오시온 - 생년월일 : 2002년 5월 11일(23세) - 국적 : 대한민국                                                                 |
| 리쿠 (RIKU)      | NCT WISH                   | - 본명 : 마에다 리쿠 - 생년월일 : 2003년 6월 28일(21세) - 국적 : 일본 - 특이사항 : 모닝구무스메의 5기멤버인 다카하시 아이의 사촌동생 |
| 유우시 (YUSHI)   | NCT WISH                   | - 본명 : 토쿠노 유우시 - 생년월일 : 2004년 4월 5일(21세) - 국적 : 일본                                                               |
| 재희 (JAEHEE)    | NCT WISH                   | - 본명 : 김대영 - 생년월일 : 2005년 6월 21일(20세) - 국적 : 대한민국                                                                 |
| 료 (RYO)         | NCT WISH                   | - 본명 : 히로세 료 - 생년월일 : 2007년 8월 4일(17세) - 국적 : 일본                                                                   |
| 사쿠야 (SAKUYA)  | NCT WISH                   | - 본명 : 후지나가 사쿠야 - 생년월일 : 2007년 11월 18일(17세) - 국적 : 일본                                                           |

### 이전 구성원
| 이름             | 유닛         | 소개 |
| ---------------- | ------------ | --- |
| 태일 (TAEIL)     | NCT 127      | - 본명 : 문태일 - 생년월일 : 1994년 6월 14일(31세) - 국적 : 대한민국                                         |
| 루카스 (LUCAS)   | WayV, SuperM | - 본명 : 웡육헤이, 황욱희 - 생년월일 : 1999년 1월 25일(26세) - 국적 : 홍콩                                   |
| 쇼타로 (SHOTARO) | 없음         | - 본명 : 오사키 쇼타로 - 생년월일 : 2000년 11월 25일(24세) - 국적 : 일본 - 관련활동 : 현재 그룹 RIIZE로 활동 |
| 성찬 (SUNGCHAN)  | 없음         | - 본명 : 정성찬 - 생년월일 : 2001년 9월 13일(23세) - 국적 : 대한민국 - 관련활동 : 현재 그룹 RIIZE로 활동     |

## 미니 콘서트·팬미팅

### Hello, NCT 2018 Sweet Valentine's Day
| 개최일          | 도시 | 국가     | 개최지         |
| --------------- | ---- | -------- | -------------- |
| 2018년 2월 14일 | 서울 | 대한민국 | SMTOWN THEATER |

### NCT 2018 Fan Party! [SPRING]
| 개최일         | 도시 | 국가     | 개최지                |
| -------------- | ---- | -------- | --------------------- |
| 2018년 5월 7일 | 서울 | 대한민국 | 고려대학교 화정체육관 |

### NCT U (TAEYONG x TEN) FAN MEETING in BANGKOK
| 개최일         | 도시 | 국가 | 개최지           |
| -------------- | ---- | ---- | ---------------- |
| 2018년 6월 3일 | 방콕 | 태국 | GMM 라이브하우스 |

### 2024 B-day PARTY - JOHNNY&JUNGWOO '왕왕즈의 Doll-Zanchi'
| 개최일         | 도시 | 국가     | 개최지                   |
| -------------- | ---- | -------- | ------------------------ |
| 2024년 2월 7일 | 서울 | 대한민국 | 블루스퀘어 마스터카드 홀 |

## 쇼케이스

### NCT 2018 Showcase "Empathy"
| 개최일          | 도시 | 국가     | 개최지                |
| --------------- | ---- | -------- | --------------------- |
| 2018년 3월 14일 | 서울 | 대한민국 | 고려대학교 화정체육관 |